# Temple de la renommée des femmes du Connecticut
Le Temple de la renommée des femmes du Connecticut (Connecticut Women's Hall of Fame - CWHF) a été créé en 1993 pour honorer des femmes nées ou résidant dans l'État du Connecticut.

## Tableau
| Nom                               | Image | Naissance/Décès | Année          | Domaine d'activité | Réf(s)  |
| --------------------------------- | ----- | --------------- | -------------- | --- | ------- |
| Enola G. Aird                     |       |                 | 2021           | Fondatrice et présidente du Community Healing Network                                                                                                | [ 2 ]   |
| Patricia Baker                    |       |                 | 2021           | Fondatrice de la Connecticut Health Foundation | [ 3 ]   |
| Donna Berman                      |       |                 | 2021           | | [ 4 ]   |
| Khalilah L. Brown-Dean            |       |                 | 2021           | Professeur de sciences politiques | [ 5 ]   |
| Glynda C. Carr                    |       |                 | 2021           | | [ 6 ]   |
| Callie Gale Heilmann              |       |                 | 2021           | | [ 7 ]   |
| Jerimarie Liesegang               |       | (1950–2020)     | 2021           | Avocate des droits pour les personnes transgenres | [ 8 ]   |
| Kica Matos                        |       |                 | 2021           | | [ 9 ]   |
| Marilyn Ondrasik                  |       |                 | 2021           | Avocate | [ 10 ]  |
| Pamela Selders                    |       |                 | 2021 Militante | [ 11 ] |         |
| Teresa C. Younger                 |       |                 | 2021           | Militante | [ 12 ]  |
| Catharine Flanagan (en)           |       | (1889–1927)     | 2020           | Suffragette | ,       |
| Sarah Lee Brown Fleming (en)      |       | (1876–1963)     | 2020           | Suffragette, militante de droits civils | [ 15 ]  |
| Clara Hill                        |       | (1838–1939)     | 2020           | Suffragette | ,       |
| Elsie Hill (en)                   |       | (1883–1970)     | 2020           | Suffragette | [ 18 ]  |
| Helena Hill (en)                  |       | (1875 –1958)    | 2020           | Suffragette | [ 19 ]  |
| Emily Pierson                     |       | (1881 –1971)    | 2020           | Médecin, suffragette | ,       |
| Marian Chertow (en)               |       |                 | 2019           | Professeur de gestion de l'environnement | [ 22 ]  |
| Nell Newman (en)                  |       |                 | 2019           | Biologiste et environnementaliste, promotrice de l'agriculture durable                                                                               | [ 23 ]  |
| Martha Langevin (en)              |       | (1901–1978)     | 2019           | Une des deux dernières Pequots vivant dans la réserve indienne                                                                                       | [ 24 ]  |
| Elizabeth George Plouffe (en)     |       | (1895–1973)     | 2019           | Une des deux dernières Pequots vivant dans la réserve indienne                                                                                       | [ 24 ]  |
| Lucia Chase (en)                  |       | (1897–1986)     | 2018           | Cofondatrice de l'American Ballet Theatre | ,       |
| Anika Noni Rose                   |       | (née en 1972)   | 2018           | Chanteuse et actrice | ,       |
| Tina Weymouth                     |       | (née en 1950)   | 2018           | Musicienne, membre fondatrice des Talking Heads | ,       |
| Kristen Griest (en)               |       | (née en 1989)   | 2017           | Avec Shaye Haver, une des deux premières femmes diplômées de l'U.S. Army Ranger School.                                                              | [ 29 ]  |
| Ruth A. Lucas (en)                |       | (morte en 2013) | 2017           | Première femme afri-américaine colonel de l'armée de l'air                                                                                           | [ 30 ]  |
| Regina Rush-Kittle (en)           |       | (née en 1961)   | 2017           | | [ 31 ]  |
| Rebecca Lobo                      |       | (née en 1973)   | 2016           | Spécialiste de basketball à la télévision américaine et ancienne joueuse de la Women's National Basketball Association                               | [ 32 ]  |
| Jane Pauley (en)                  |       | (née en 1950)   | 2016           | Journaliste | [ 32 ]  |
| Joyce Yerwood (en)                |       | (1909–1987)     | 2016           | Première femme afro-américaine médecin dans le comté de Fairfield                                                                                    | [ 32 ]  |
| Margaret Bourke-White             |       | (1904–1971)     | 2015           | Photographe américaine | [ 33 ]  |
| Carolyn Miles (en)                |       |                 | 2015           | CEO et présidente de Save the Children | [ 34 ]  |
| Indra Nooyi                       |       | (née en 1955)   | 2015           | CEO de PepsiCo | [ 35 ]  |
| Beatrix Farrand                   |       | (1872–1959)     | 2014           | Architecte paysagiste | [ 36 ]  |
| Jennifer Lawton (en)              |       |                 | 2014           | Pionnière de l'impression 3D | [ 37 ]  |
| Marian Salzman (en)               |       |                 | 2014           | Personnalité féminine | [ 38 ]  |
| Rosa DeLauro                      |       | (née en 1943)   | 2013           | Représentante du 3e district du Connecticut | [ 39 ]  |
| Barbara Franklin                  |       | (née en 1940)   | 2013           | Présidente et CEO de Barbara Franklin Enterprises, 29th U.S. Secrétaire au Commerce                                                                  | [ 40 ]  |
| Linda Lorimer (en)                |       |                 | 2013           | Vice-Présidente de l'Université Yale | [ 41 ]  |
| Augusta Lewis Troup (en)          |       |                 | 2013           | Journaliste | [ 42 ]  |
| Anne Garrels (en)                 |       | (née en 1951)   | 2012           | Correspondante étrangère de la National Public Radio                                                                                                 | [ 43 ]  |
| Annie Leibovitz                   |       | (née en 1949)   | 2012           | Photographe de portraits | [ 44 ]  |
| Faith Middleton (en)              |       | (née en 1948)   | 2012           | Personnalité de la radio | [ 45 ]  |
| Isabelle M. Kelley (en)           |       | (1917–1997)     | 2011           | Directrice du Food Stamp Program | [ 46 ]  |
| Denise Lynn Nappier (en)          |       | (née en 1951)   | 2011           | Première femme élue trésorière dans l'histoire de l'État du Connecticut, première afro-américaine élue trésorière d'État                             | [ 47 ]  |
| Patricia M. Wald (en)             |       | (née en 1928)   | 2011           | Juriste | [ 48 ]  |
| Anne M. Mulcahy                   |       | (née en 1952)   | 2010           | Ancienne CEO de Xerox Corporation | [ 49 ]  |
| Martha Parsons (en)               |       | (1869–1965)     | 2010           | Secrétaire exécutive de Landers, Frary and Clark Co.                                                                                                 | [ 50 ]  |
| Maggie Wilderotter (en)           |       | (née en 1955)   | 2010           | Chairman et CEO de Frontier Communications | [ 51 ]  |
| Martha Minerva Franklin (en)      |       | (1870–1968)     | 2009           | | [ 52 ]  |
| Carolyn M. Mazure (en)            |       | (née en 1949)   | 2009           | Professeur de Psychiatrie et Psychologie | [ 53 ]  |
| Helen L. Smits (en)               |       | (née en 1937)   | 2009           | Avocate | [ 54 ]  |
| Jewel Plummer Cobb (en)           |       | (née en 1924)   | 2008           | Professeure, chercheuse | [ 55 ]  |
| Patricia Goldman-Rakic            |       | (1937–2003)     | 2008           | Yale University School of Medicine, pionière dans la recherche sur la mémoire                                                                        | [ 56 ]  |
| Barbara McClintock                |       | (1902–1992)     | 2008           | Généticienne et première femme à remporter seule le prix Nobel de médecine                                                                           | [ 57 ]  |
| Joan Steitz                       |       | (née en 1941)   | 2008           | Professeur de biologie moléculaire et biochimie à l'Université de Yale                                                                               | [ 58 ]  |
| Dorothy Hamill                    |       | (née en 1956)   | 2007           | Médaillée d'or olympique | [ 59 ]  |
| Joan Joyce (en)                   |       | (née en 1940)   | 2007           | Athlète multi-sports | [ 60 ]  |
| Glenna Collett Vare               |       | (1903–1989)     | 2007           | Championne de golf | [ 61 ]  |
| Helen Keller                      |       | (1880–1968)     | 2006           | Conférencière et auteure | [ 62 ]  |
| Mary Townsend Seymour (en)        |       | (1873–1957)     | 2006           | Première femme afro-américaine candidate au state office                                                                                             | [ 63 ]  |
| Anne Stanback (en)                |       | (née en 1958)   | 2006           | Fondatrice de « Love Makes a Family », avocate de la communauté LGBT                                                                                 | [ 64 ]  |
| Martha Coolidge                   |       | (née en 1946)   | 2005           | Première femme présidente (2002) de la Directors Guild of America                                                                                    | [ 65 ]  |
| Helen M. Frankenthaler            |       | (1928–2011)     | 2005           | Artiste | [ 66 ]  |
| Rosalind Russell                  |       | (1906–1976)     | 2005           | Actrice | [ 67 ]  |
| Dotha Bushnell Hillyer (en)       |       | (1843–1932)     | 2003           | | [ 68 ]  |
| Clarice "Dollie" McLean (en)      |       | (née en 1936)   | 2003           | | [ 69 ]  |
| Florence Griswold (en)            |       | (1850–1937)     | 2002           | | [ 70 ]  |
| Eileen Kraus (en)                 |       | (1938–2017)     | 2002           | Business executive | [ 71 ]  |
| Miriam Therese Winter (en)        |       | (née en 1938)   | 2002           | | ,       |
| Laura Nyro                        |       | (1947–1997)     | 2001           | Chanteuse, auteure-compositrice | [ 75 ]  |
| Catherine Roraback (en)           |       | (1920–2007)     | 2001           | | [ 76 ]  |
| Maria Miller Stewart              |       | (1803–1879)     | 2001           | Journaliste, abolitionniste, avocate des droits des femmes                                                                                           | [ 77 ]  |
| Emily Dunning Barringer           |       | (1876–1961)     | 2000           | Première femme chirurgienne d'urgence | [ 78 ]  |
| Adrianne Baughns-Wallace (en)     |       | (1944)          | 2000           | | [ 79 ]  |
| Mary Goodrich Jenson (en)         |       | (1907–2004)     | 2000           | Pionnière de l'aviation, journaliste et reporter | [ 80 ]  |
| Jane Hamilton-Merritt (en)        |       | (née en 1947)   | 1999           | Journaliste photographe, correspondante de guerre, avocate des droits humains, nommée pour le prix Nobel de la paix                                  | [ 81 ]  |
| Sophie Tucker                     |       | (1884–1966)     | 1999           | Chanteuse et actrice de vaudeville | [ 82 ]  |
| Antonina Uccello (en)             |       | (née en 1922)   | 1999           | Élue maire de Hartford in 1967, première femme maire dans l'État du Connecticut                                                                      | [ 83 ]  |
| Florence Wald (en)                |       | (1916–2008)     | 1999           | Pionnière du monde médical, National Women's Hall of Fame                                                                                            | [ 84 ]  |
| Dorrit Hoffleit                   |       | (1907–2007)     | 1998           | Astronome qui a découvert plus de 1 000 étoiles variables, auteure, Bright Star Catalogue, The General Catalogue of Trigonometric Stellar Parallaxes | [ 85 ]  |
| Constance Baker Motley            |       | (1921–2005)     | 1998           | Activiste, juriste, juge, et sénatrice de l'État de New York                                                                                         | [ 86 ]  |
| Rosa Ponselle                     |       | (1897–1981)     | 1998           | Chanteuse d'opéra, figure sur un timbre U.S. | [ 87 ]  |
| Lillian Vernon (en)               |       | (1927–2015)     | 1998           | Fondatrice de la compagnie Lillian Vernon | [ 88 ]  |
| Mabel Osgood Wright               |       | (1859–1935)     | 1998           | Fondatrice et première présidente de la Connecticut Audubon Society                                                                                  | [ 89 ]  |
| Elizabeth Hart Jarvis Colt (en)   |       | (1826–1905)     | 1997           | Femme de Samuel Colt, donatrice de sa collection d'art et d'armes à feu au Wadsworth Atheneum Museum                                                 | [ 90 ]  |
| Annie Dillard                     |       | (née en 1945)   | 1997           | Prix Pulitzer de l'essai, Pilgrim at Tinker Creek | [ 91 ]  |
| Margo Rose (en)                   |       | (1903–1997)     | 1997           | | [ 92 ]  |
| Laura Wheeler Waring              |       | (1887–1948)     | 1997           | | [ 93 ]  |
| Edythe J. Gaines (en)             |       | (1922–2006)     | 1996           | Surintendante scolaire (première femme et première afro-américaine) Hartford, directrice du Hartford National Corp.                                  | [ 94 ]  |
| Madeleine L'Engle                 |       | (1918–2007)     | 1996           | Écrivaine américaine spécialisée dans la littérature pour les adolescents.                                                                           | [ 95 ]  |
| Susanne Langer                    |       | (1895–1985)     | 1996           | Enseignante, philosophe | [ 96 ]  |
| Helen M. Feeney (en)              |       | (1919–2004)     | 1995           | | [ 97 ]  |
| Caroline Maria Hewins (en)        |       | (1846–1926)     | 1995           | | [ 98 ]  |
| Donna Lopiano (en)                |       | (née en 1946)   | 1995           | Athlète, avocate de l'égalité des genres dans le sport                                                                                               | [ 99 ]  |
| Maria C. Sanchez (en)             |       | (1926–1989)     | 1995           | Première femme d'origine hispanique élue à l'Assemblée du Connecticut                                                                                | [ 100 ] |
| Mary Jobe Akeley                  |       | (1886–1966)     | 1994           | Exploratrice | [ 101 ] |
| Anni Albers                       |       | (1899–1994)     | 1994           | Artiste | [ 102 ] |
| Marian Anderson                   |       | (1897–1993)     | 1994           | Chanteuse d'opéra | [ 103 ] |
| Beatrice Fox Auerbach (en)        |       | (1887–1968)     | 1994           | Philanthrope, présidente et directrice de G. Fox & Co. entre 1938 et 1959                                                                            | [ 104 ] |
| Emma Fielding Baker               |       | (1828–1916)     | 1994           | Amérindienne membre de la tribu indienne Mohegan Pequot.                                                                                             | [ 105 ] |
| Evelyn Longman Batchelder         |       | (1874–1954)     | 1994           | Sculptrice | [ 106 ] |
| Catharine Beecher                 |       | (1800–1878)     | 1994           | Enseignante américaine, connue pour sa lutte pour l'éducation des femmes                                                                             | [ 107 ] |
| Jody Cohen (en)                   |       | (née en 1954)   | 1994           | Rabbi | [ 108 ] |
| Prudence Crandall                 |       | (1803–1890)     | 1994           | Enseignante d'école primaire, abolitionniste | [ 109 ] |
| Katharine Seymour Day (en)        |       | (1870–1964)     | 1994           | Conservatrice qui a sauvé des maisons historiques | [ 110 ] |
| Fidelia Hoscott Fielding (en)     |       | (1827–1908)     | 1994           | Dernière locutrice de la langue Mohegan Pequot | [ 111 ] |
| Charlotte Perkins Gilman          |       | (1860–1935)     | 1994           | Sociologue et auteure | [ 112 ] |
| Dorothy Goodwin (en)              |       | (1914–2007)     | 1994           | Élue à 5 reprises à la chambre des représentants du Connecticut                                                                                      | [ 113 ] |
| Ella Tambussi Grasso              |       | (1919–1981)     | 1994           | Gouverneur du Connecticut | [ 114 ] |
| Estelle Griswold (en)             |       | (1900–1981)     | 1994           | Griswold v. Connecticut, arrêt de la Cour Suprême stipulant que la loi anti-contraception du Connecticut était inconstitutionnelle                   | [ 115 ] |
| Mary Hall (en)                    |       | (1843–1927)     | 1994           | Première femme juriste au Connecticut, poète, suffragette et philanthrope                                                                            | [ 116 ] |
| Alice Hamilton                    |       | (1869–1970)     | 1994           | | [ 117 ] |
| Katharine Hepburn                 |       | (1907–2003)     | 1994           | Actrice | [ 118 ] |
| Katharine Martha Houghton Hepburn |       | (1878–1951)     | 1994           | Militante pour le droit de vote des femmes | [ 119 ] |
| Isabella Beecher Hooker           |       | (1822–1907)     | 1994           | Fondatrice de l'association des femmes électrices du Connecticut                                                                                     | [ 120 ] |
| Emeline Roberts Jones             |       | (1836–1916)     | 1994           | Dentiste, considérée comme la première femme dentiste des États-Unis                                                                                 | [ 121 ] |
| Barbara Kennelly (en)             |       | (née en 1936)   | 1994           | Élue à la chambre des représentants des États-Unis                                                                                                   | [ 122 ] |
| Clare Boothe Luce                 |       | (1903–1987)     | 1994           | Ambassadrice au Brésil, en Italie, membre de la chambre des représentants des États-Unis, médaille de la liberté, romancière                         | [ 123 ] |
| Rachel Taylor Milton (en)         |       | (1901–1995)     | 1994           | Cofondatrice de l'Urban League of Greater Hartford                                                                                                   | [ 124 ] |
| Alice Paul                        |       | (1885–1977)     | 1994           | Suffragette, fondatrice du National Woman's Party | [ 125 ] |
| Ellen Ash Peters (en)             |       | (née en 1930)   | 1994           | Première femme Chief Justice de la Cour suprême du Connecticut                                                                                       | [ 126 ] |
| Ann Petry                         |       | (1908–1997)     | 1994           | Auteure | [ 127 ] |
| Sarah Porter (en)                 |       | (1813–1900)     | 1994           | Fondatrice de Miss Porter's School | [ 128 ] |
| Theodate Pope Riddle              |       | (1867–1946)     | 1994           | Architecte | [ 129 ] |
| Edna Negron Rosario (en)          |       | (née en 1955)   | 1994           | Enseignante | [ 130 ] |
| Margaret Fogarty Rudkin           |       | (1898–1967)     | 1994           | Fondatrice de Pepperidge Farm | [ 131 ] |
| Susan Saint James                 |       | (née en 1946)   | 1994           | Actrice, philanthrope | [ 132 ] |
| Lydia Huntley Sigourney           |       | (1791–1865)     | 1994           | Poète | [ 133 ] |
| Virginia Thrall Smith (en)        |       | (1836–1903)     | 1994           | Avocate des droits des femmes et des enfants | [ 134 ] |
| The Smiths of Glastonbury (en)    |       |                 | 1994           | Suffragette | [ 135 ] |
| Hilda Crosby Standish (en)        |       | (1902–2005)     | 1994           | Première clinique de planification du Connecticut | [ 136 ] |
| Harriet Beecher Stowe             |       | (1811–1896)     | 1994           | Abolitionniste, auteure | [ 137 ] |
| Gladys Tantaquidgeon (en)         |       | (1899–2005)     | 1994           | Anthropologiste Mohegan, auteure | [ 138 ] |
| Betty Tianti (en)                 |       | (1929–1994)     | 1994           | Première femme présidente de l'AFL-CIO dans l'État                                                                                                   | [ 139 ] |
| Hannah Bunce Watson (en)          |       | (1750–1807)     | 1994           | Directrice de publication de journaux qui a soutenu la guerre d'indépendance des États-Unis                                                          | [ 140 ] |
| Chase Going Woodhouse             |       | (1890–1984)     | 1994           | Première femme secrétaire d'état du Connecticut, United States House of Representatives                                                              | [ 141 ] |

## Galerie

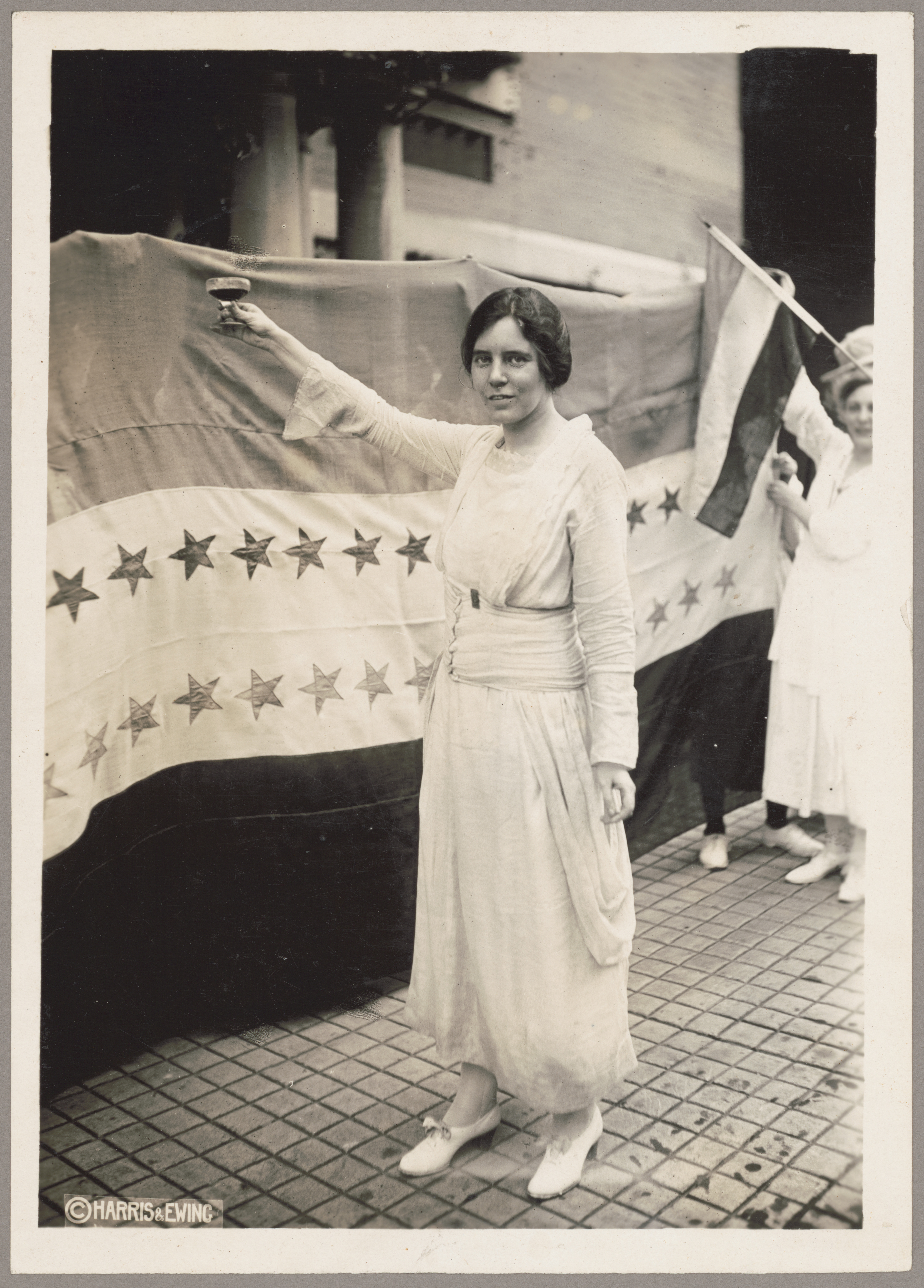
Alice Paul, suffragette
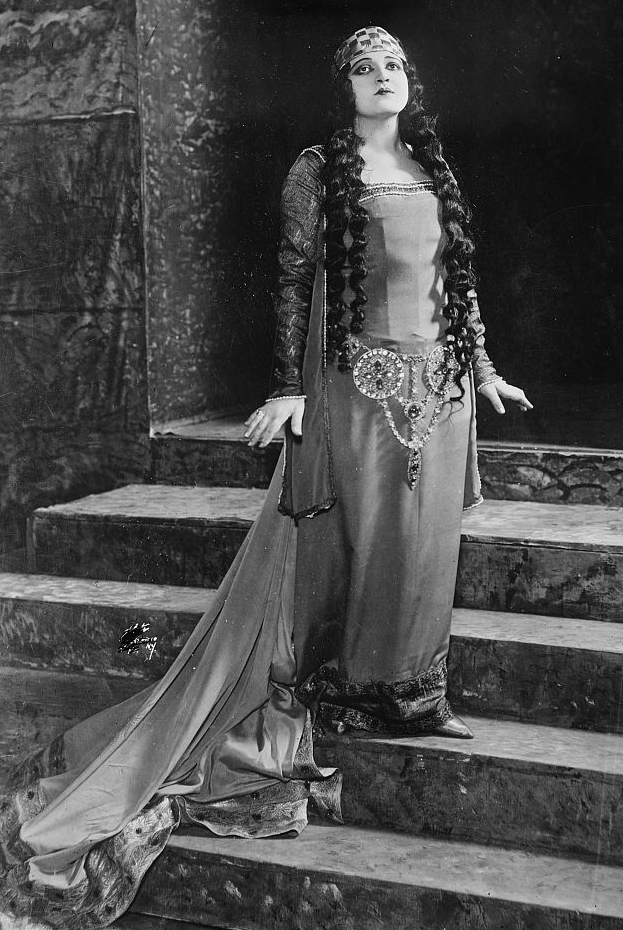
Rosa Ponselle, soprano
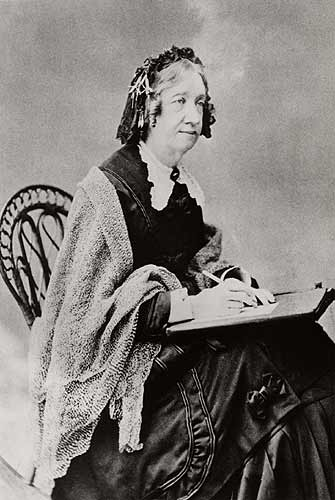
Catharine Beecher, enseignante
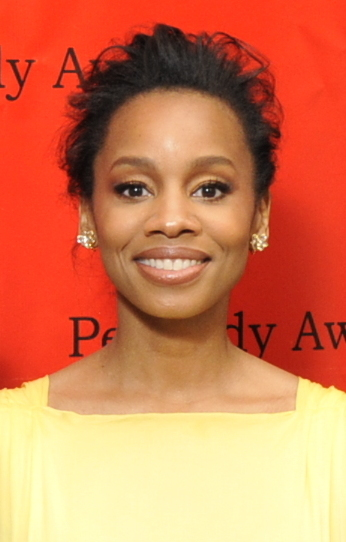
Anika Noni Rose, actrice et chanteuse
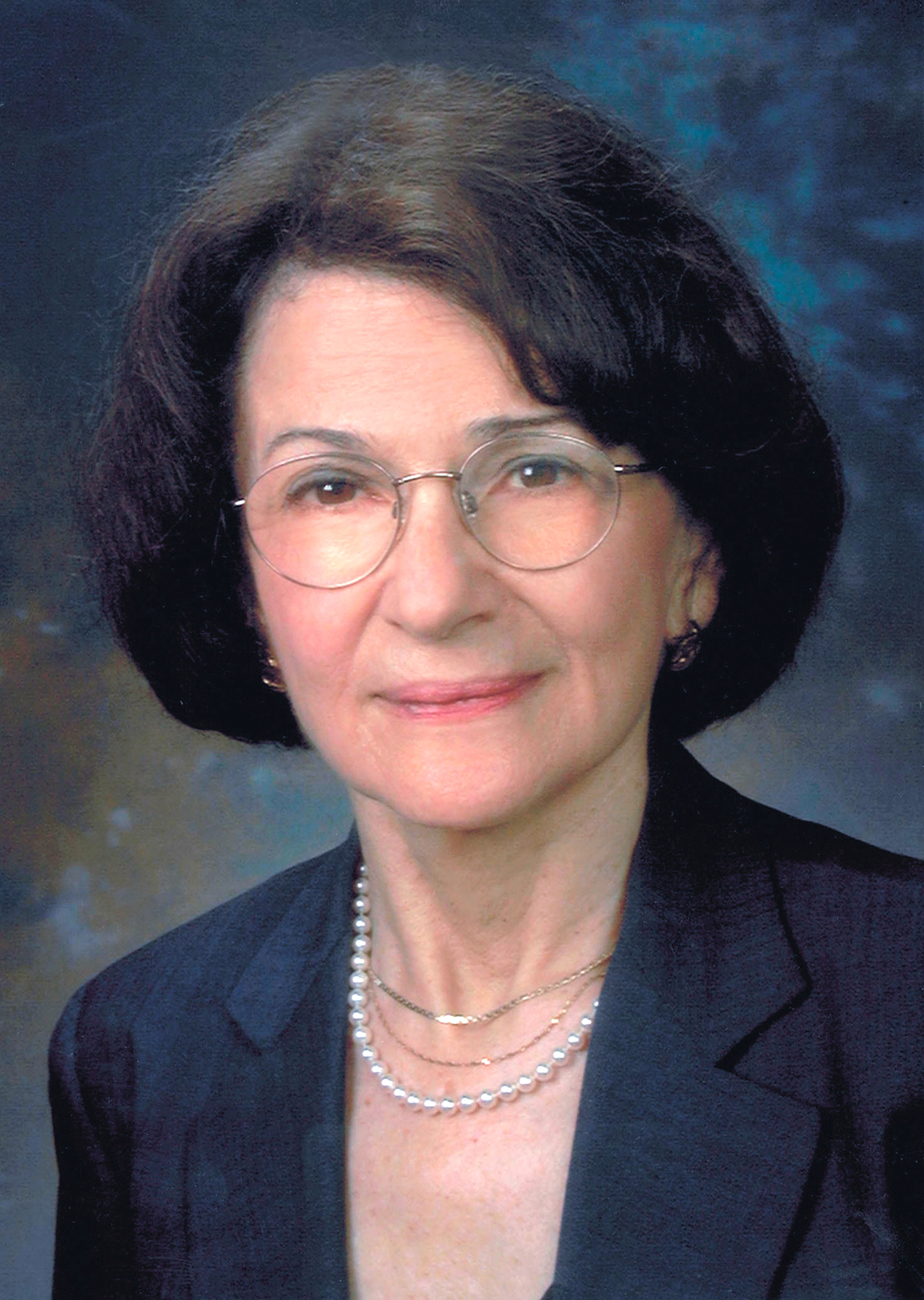
Patricia Goldman-Rakic, enseignante en neurosciences